# Аборти у Франції

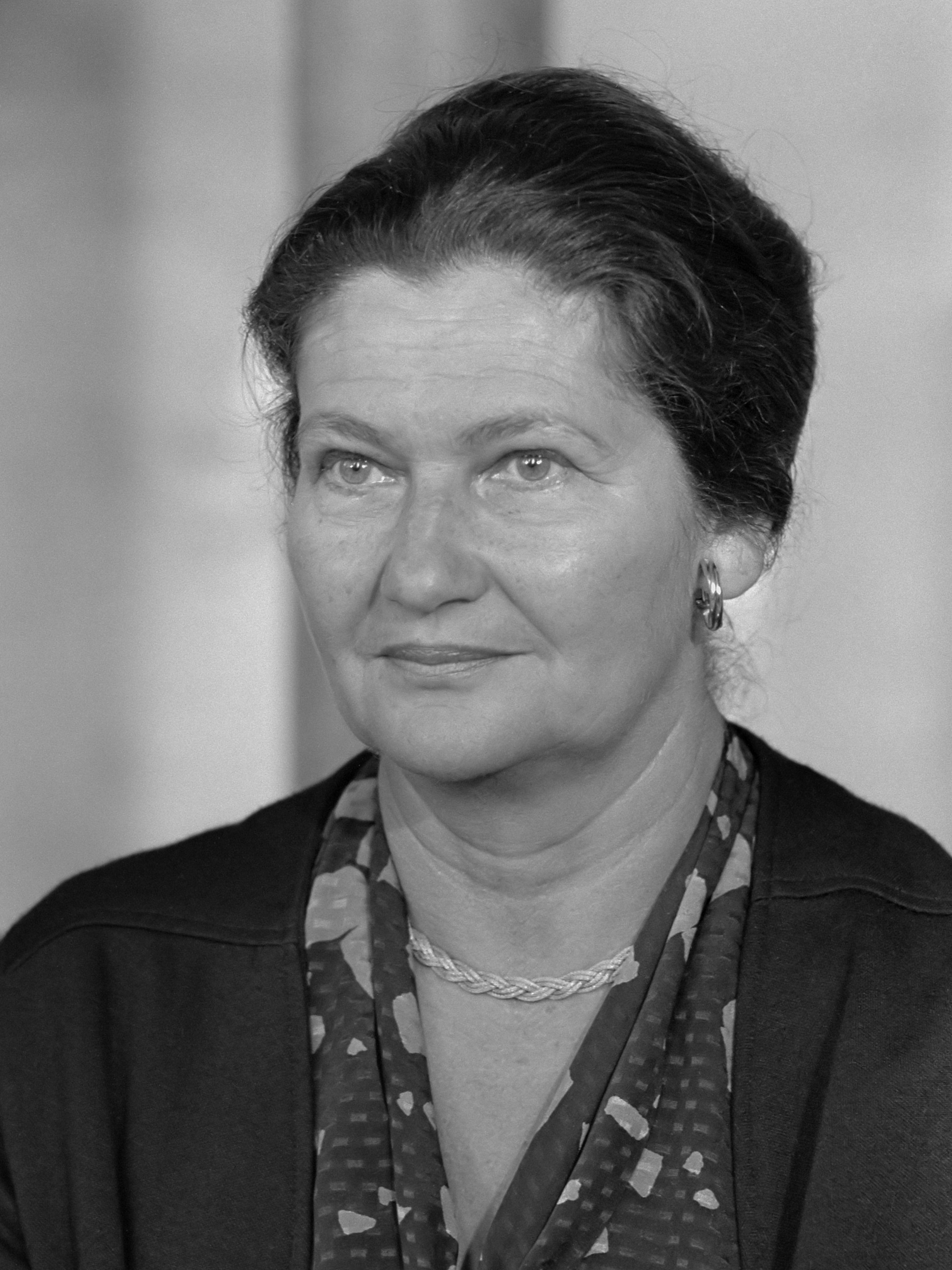
Сімона Вейль (1984)

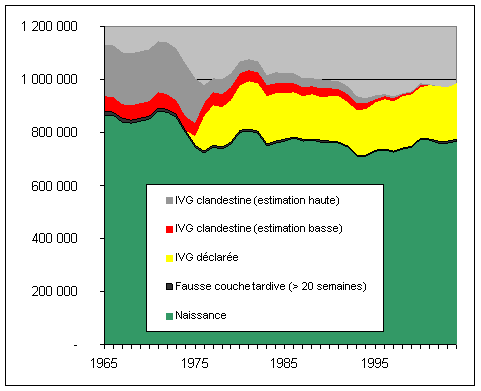
Закінчення вагітності у Франції (за винятком викиднів на ранніх строках) – еволюція від 1965 до 2005 року
нелегальний аборт (за максимальними оцінками)
нелегальний аборт (за мінімальними оцінками)
легальне переривання вагітності
викидень, якщо строк понад 20 тижнів
народження

Штучним (добровільним) перериванням вагітності у Франції вважається аборт, зроблений на вимогу жінки за відсутності медичних показань. Вперше його можливість ввів 1975 року закон Сімони Вейль. Законодавчі підстави для штучного переривання вагітності містяться в статті L. 2211-1 і наступних за нею Кодексу охорони здоров'я Франції.

## Законодавство Франції

### Терміни вагітності
Відповідно до закону, жінка може звернутися за абортом протягом перших 12 тижнів вагітності (14 акушерських тижнів).
Аборт за медичними показаннями можливий за будь-якого строку вагітності, якщо існує загроза життю жінки або якщо плід має серйозне захворювання, невиліковне на момент встановлення діагнозу.

### Фінансування з коштів медичного страхування
Витрати з надання медичної допомоги та госпіталізації, пов'язані з абортом, фінансуються засобами медичного страхування з 1983 року. Повне покриття цих витрат було встановлено в березні 2013 року, а починаючи з 1 січня 2016 року, всі додаткові витрати (медична консультація, аналізи, ультразвукове дослідження і т.д.) також відшкодовуються системою медичного страхування. 

### Умови і процедури[4]
Жінка і лише вона вільно приймає рішення, незалежно від того, повнолітня вона чи ні.
Дівчина до повноліття може вдатися до аборту без згоди батьків, у випадку, якщо її супроводжує повнолітня особа.
До 2015 року обов'язковим було проходження двох медичних консультацій з перервою на роздуми тривалістю 7 днів, яке у разі, якщо термін вагітності наближається до 12 тижнів, могло бути скорочене до двох днів.
З 2015 року дві консультації можна замінити однією.
Під час першої консультації лікар проводить клінічне обстеження та інформує пацієнтку про різні методи, ризики та наслідки аборту. Психолого-соціальна бесіда з сімейним психологом пропонується кожній жінці, яка виявила бажання перервати вагітність. Ця бесіда обов'язкова для неповнолітніх.
Контрольна консультація проходить на 14-21 день після процедури аборту.

## Статистика абортів у Франції
Кожного року у Франції відбувається близько 200 000 штучних абортів. У 1975-1985 роках частка абортів відносно народжень становила близько 33%, потім знизилася і наблизилася в 2000-х роках до 25%. Нелегальні аборти були значним явищем до 1995 року, потім їх кількість знизилася. Частота абортів у віковій групі 19-25 років найбільша.
| Рік                                                      | 1976    | 1990    | 2000    | 2010    | 2015    |
| -------------------------------------------------------- | ------- | ------- | ------- | ------- | ------- |
| Кількість абортів                                        | 246 000 | 209 000 | 192 174 | 213 317 | 203 463 |
| Співвідношення абортів на 100 живонароджених             | 34,1    | 27,4    | 26,6    | 26,4    | 26,7    |
| Кількість абортів на 1000 жінок віком 15-49 років на рік | 19,6    | 14,8    | 14,2    | 14,8    | 14,5    |
| Середня кількість абортів на одну жінку                  | 0,66    | 0,49    | 0,51    | 0,53    | n.d     |